# Rosalía Vázquez
Rosalía Vázquez (Cuba, 11 de octubre de 1995) es una atleta cubana especializada en la prueba de lanzamiento de disco, en la que consiguió ser campeona mundial juvenil en 2011.

## Carrera deportiva
En el Campeonato Mundial Juvenil de Atletismo de 2011 ganó la medalla de oro en el lanzamiento de disco, llegando hasta los 53.51 metros y superando a la china Yan Liang (plata con 52.89 metros) y a la estadounidense Shelbi Vaughan.